# RKVFC Sithoc
RKVFC Sithoc is een voetbalclub uit Curaçao. Ze spelen in Suffisant.

## Erelijst
- Kopa Antiano: 9

1960, 1961, 1962, 1990, 1991, 1992, 1993, 1995, 1999
- Sekshon Pagá: 6

1986, 1989, 1990, 1991, 1992, 1993